# Piramida w Tiranie
Piramida w Tiranie (alb. Piramida e Tiranës) – obiekt budowlany w kształcie piramidy położony w Tiranie, otwarty 16 października 1988 roku jako Muzeum Envera Hodży (alb. Muzeu i Enver Hoxhës). Architektami budowli byli Pirro Vaso, Klement Kolaneci, Pranvera Hoxha  i Vladimir Bregu.
W pobliżu piramidy znajduje się dzwon wykonany w 1999 roku, odlany z metalu pochodzącego z łusek z nabojów wystrzelonych w trakcie wojny w Kosowie.
Obiekt ten uważany jest za najdroższy zbudowany w okresie komunizmu w Albanii (koszt budowy wynosił ponad 4 mln USD) oraz za symbol zwycięstwa Albańczyków nad reżimem komunistycznym.
Na mocy rozporządzenia ministra kultury nr 267, dnia 16 lipca 2015 roku Piramida w Tiranie została wpisana na listę zabytków; już w 2017 obiekt został wykreślony z tejże listy.

## Historia

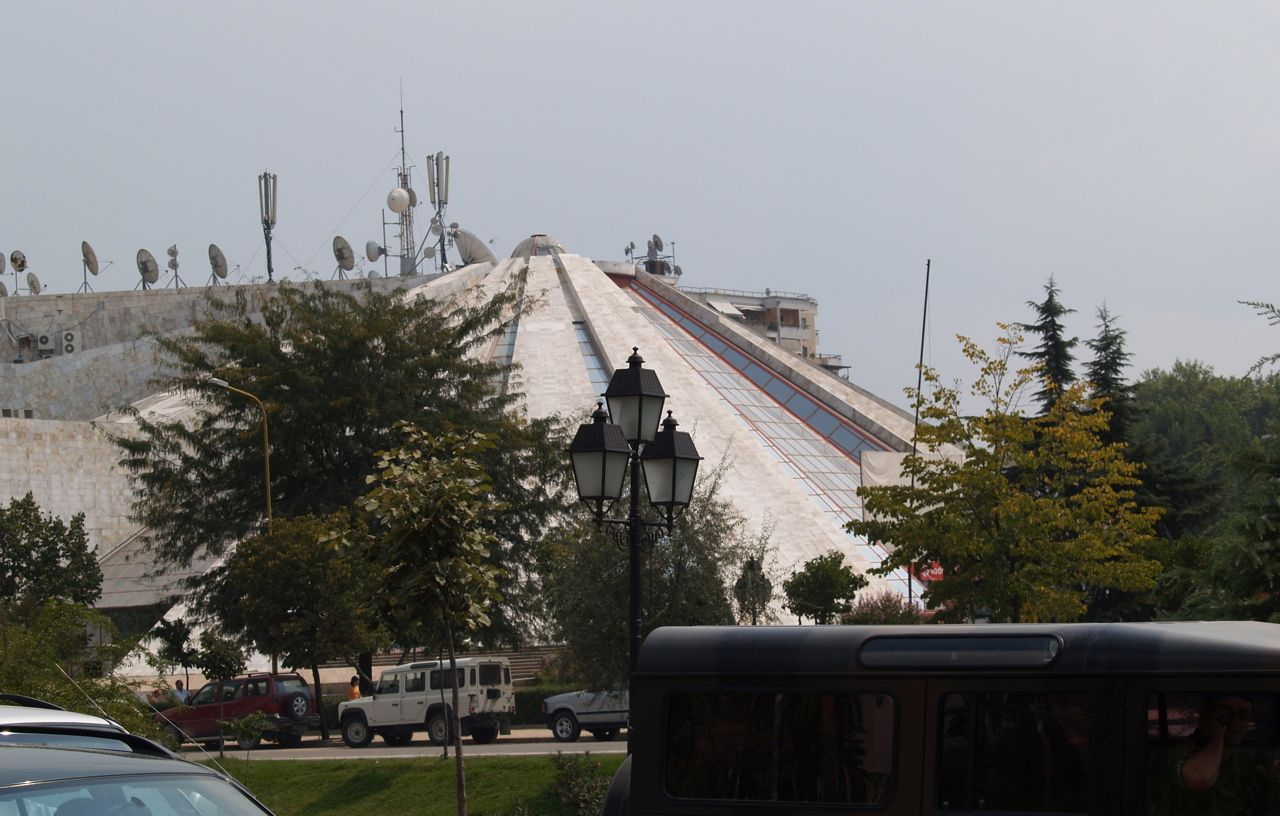
Piramida w Tiranie (2005)

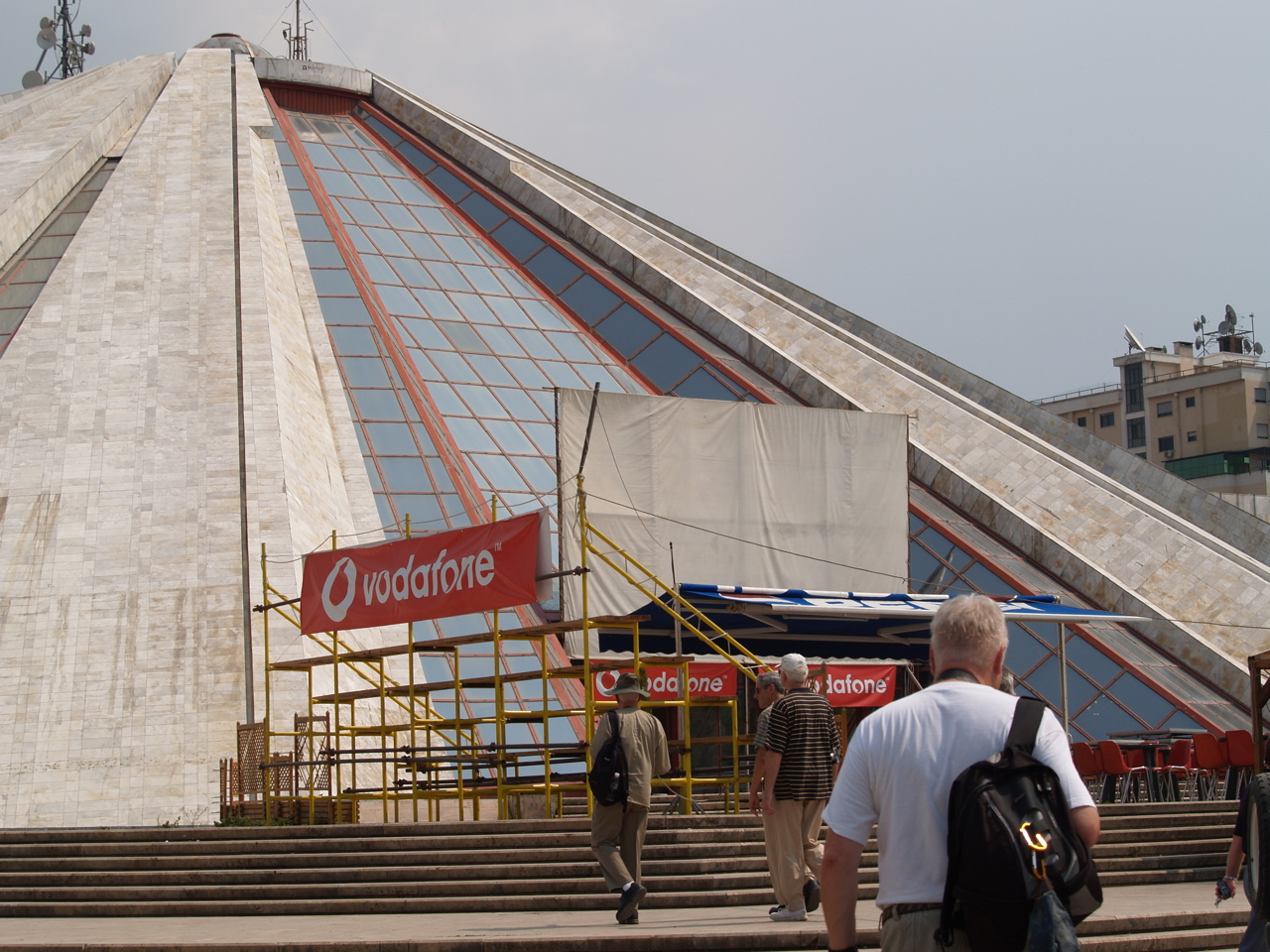
Piramida w Tiranie (2005)

### Opis i zastosowanie obiektu
Decyzja o budowie piramidy została podjęta przez Komitet Centralny Albańskiej Partii Pracy. Początkowo budowla miała mieć jednak inny kształt niż piramida. Prace zostały rozpoczęte na terenie dawnego parku w 1985 roku i trwały przez trzy lata. Jako budulec wykorzystywano szkło, czerwoną stal oraz importowany marmur wysokiej jakości . Wnętrze zostało zaprojektowane tak, by zwrócić uwagę na znajdujący się w centrum posąg Envera Hodży wyrzeźbiony z marmuru pentelickiego przez Kristaqa Ramę, natomiast na szczycie piramidy umieszczono czerwoną gwiazdę, z której reflektory emitowały wzdłuż elewacji czerwone światło  . Linearna zabudowa okien oraz brak pionowych ścian pozwalały na dostęp do światła ze wszystkich stron budowli.
Monumentalną budowlę otwarto 16 października 1988 roku z okazji 80. rocznicy narodzin Envera Hodży. Wewnątrz piramidy znajdowało się muzeum poświęcone jego osobie. Ekspozycja przedstawiała jego życie oraz wpływ na historię Albanii. We wnętrzu znajdowały się zdjęcia i pojazdy należące do dyktatora, mała biblioteka oraz kawiarnia. Ze względu na swoją wielkość i charakterystyczny wygląd uważano ją za ikoniczny obiekt w centrum Tirany oraz wyraz kultu Envera Hodży.
W trakcie upadku komunizmu w Albanii, w lutym 1991 roku muzeum zakończyło działalność. Następnie w budowli mieściła się sala konferencyjna, klub nocny Mumja, a w 1992 roku obiekt otrzymał nazwę Narodowego Centrum Kultury im. Pjetëra Arbnoriego . Dokonano zmian wewnętrznych i zewnętrznych, jak zdemontowanie komunistycznej gwiazdy ze szczytu piramidy.
Podczas wojny w Kosowie, w 1999 roku piramida pełniła funkcję bazy NATO. W 2001 roku do budynku przeniesiono siedzibę stacji telewizyjnej Top Channel, która ponownie zmieniła swoją siedzibę przed 2007 rokiem. W piramidzie zaczęła spotykać się młodzież tworząca graffiti.
W 2007 roku planowano przekształcenie budynku w teatr dramatyczny oraz centrum sztuk wizualnych; projekt został zatwierdzony i przeznaczono na niego 5,6 mln euro (w tym 2 miliony euro przeznaczone przez albańskie władze). Prace rozpoczęto od usunięcia z budynku białego marmuru, jednak w 2010 roku projekt został anulowany.

### Protesty
W styczniu 2011 roku mieszkańcy Tirany protestowali pod piramidą przeciwko korupcji rządu. Rok wcześniej władze albańskie wydały decyzję o zburzeniu popadającej już w ruinę budowli w celu postawienia w jej miejsce nowego budynku parlamentu, który miał mieć powierzchnię ponad 17 tys. m² oraz miały się w nim znajdować: sala dla 250 parlamentarzystów, sala o powierzchni 250 m² dla przewodniczącego Zgromadzenia Albanii, 13 sal dla komisji parlamentarnych, dwie sale na konferencje prasowe, sala na posiedzenie komisji łączonych, gabinety dla szefów klubów parlamentarnych, a także bary, restauracje, gabinety usług medycznych oraz pomieszczenie dla firmy ochroniarskiej.

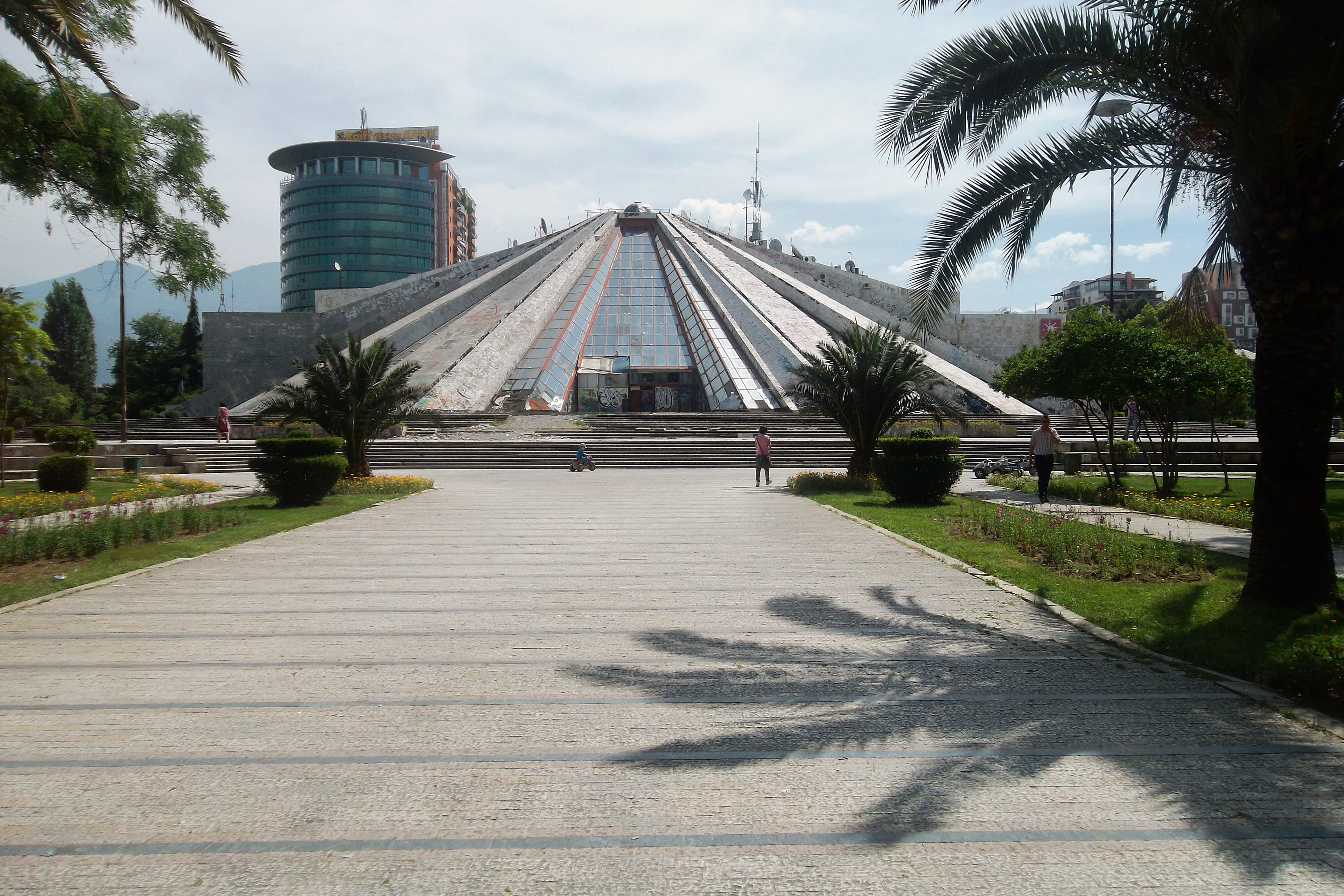
Piramida w Tiranie (2012)

Otwarcie nowego budynku miało odbyć się dnia 28 listopada 2012 roku; wówczas miała miejsce 100. rocznica podpisania Albańskiej Deklaracji Niepodległości. Nowy budynek miał być zbudowany przez austriackie przedsiębiorstwo architektoniczne Coop Himmelb(l)au; koszt budowy szacowany był na prawie 110 milionów euro, a władze Arabii Saudyjskiej miały udzielić pożyczki finansowej na ten cel.

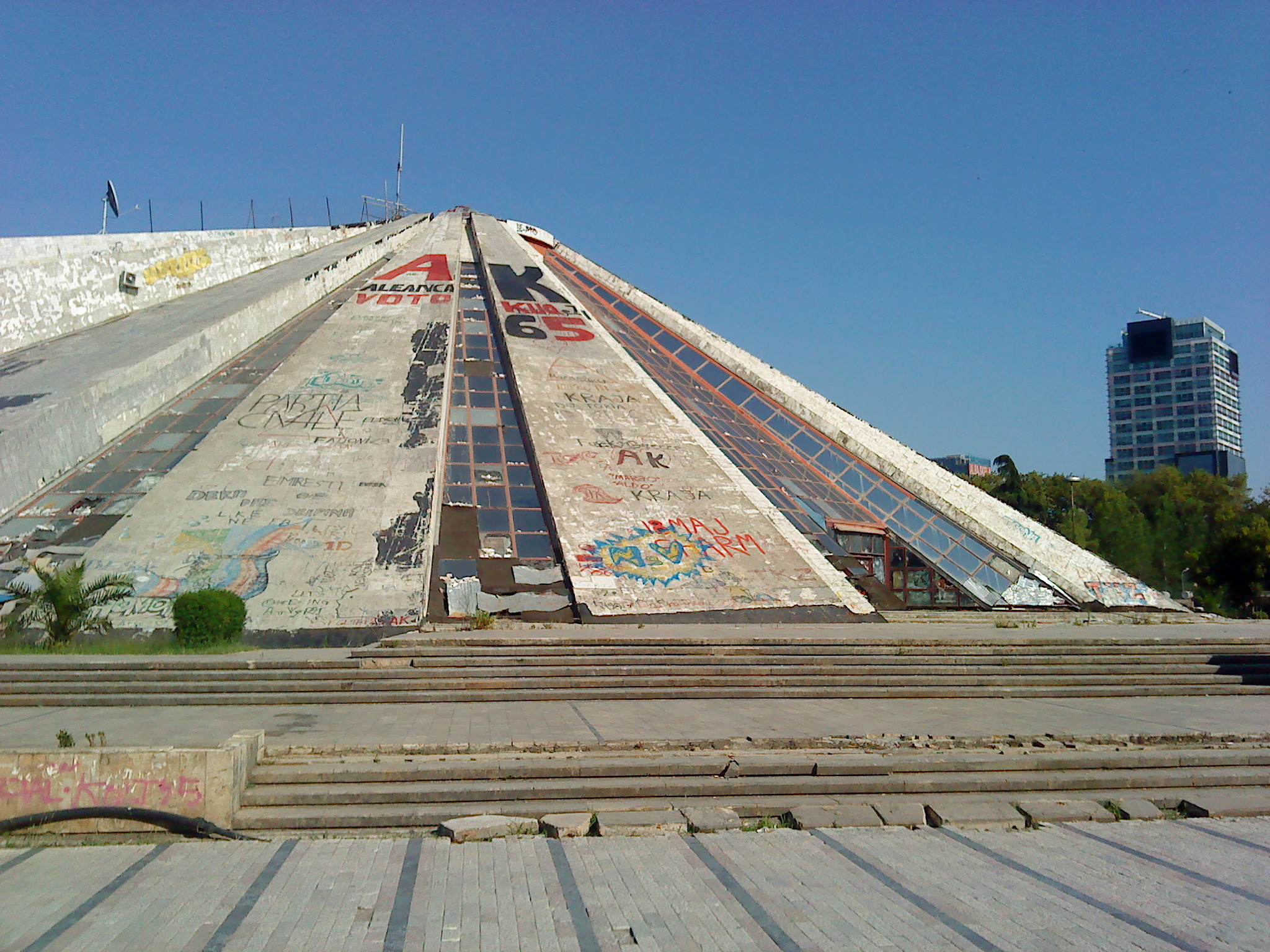
Piramida w Tiranie (2013)

Przeciwko wyburzeniu obiektu protestowali intelektualiści, parlamentarzyści reprezentujący Socjalistyczną Partię Albanii (będącej kontynuatorką Albańskiej Partii Pracy), działacze społeczni i nawet byli więźniowie polityczni z czasów władzy Envera Hodży, powołując się na pamięć o historii. By pozostawić obiekt, zorganizowano petycję, podpisaną przez 6100 osób, która została następnie wysłana do ówczesnego prezydenta Albanii, Bamira Topiego. Ostatecznie do rozbiórki nie doszło.

### Renowacja

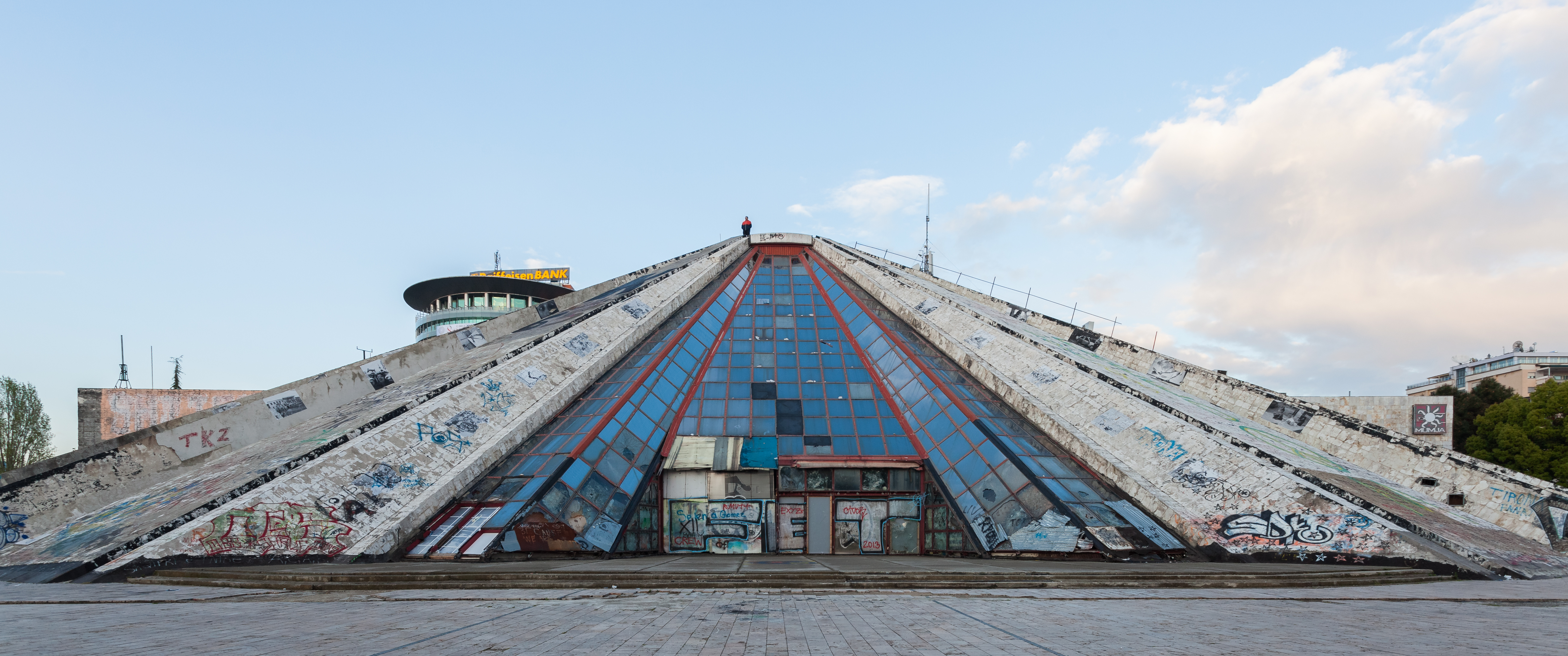
Piramida w Tiranie (2014)

Władze Albanii ogłosiły przetarg na restrukturyzację piramidy, który został w 2014 roku wygrany przez chińskiego architekta Xinga Chena.
11 sierpnia 2015 roku burmistrz Tirany Erion Veliaj poinformował na Twitterze o rozpoczęciu prac nad prowizoryczną przebudową piramidy oraz otaczającego ją parku. Dwa dni później zawiadomiono Instytut Zabytków Kultury (alb. Institutin e Monumenteve të Kulturës) o naruszeniu ustawy o dziedzictwie kulturowym.

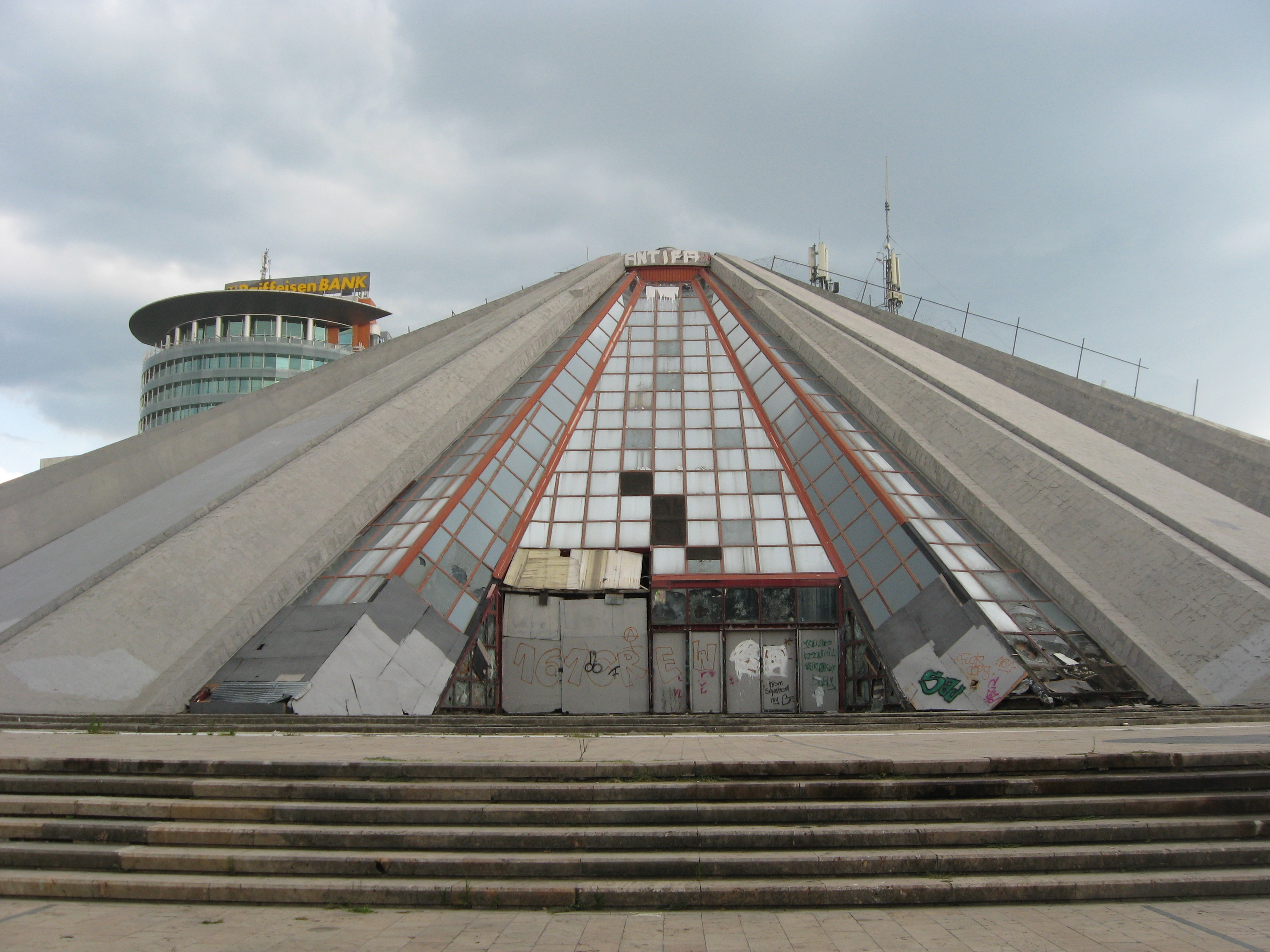
Piramida w Tiranie (2016)

W 2018 roku holenderskie przedsiębiorstwo architektoniczne MVRDV zaprojektowało rewitalizację obiektu; docelowo mają się w nim znajdować kawiarnie, restauracje, warsztaty oraz sale lekcyjne do nauki przedmiotów technicznych. Głównym użytkownikiem odrestaurowanej piramidy będzie instytucja edukacyjna non-profit TUMO Tirana, która zapewni młodzieży od 12. do 18. roku bezpłatną edukację pozaszkolną w zakresie oprogramowania, robotyki, animacji, muzyki i filmu. Przedsięwzięcie jest współfinansowane przez rząd Albanii, samorząd Tirany i Albańsko-Amerykańską Fundację Rozwoju.

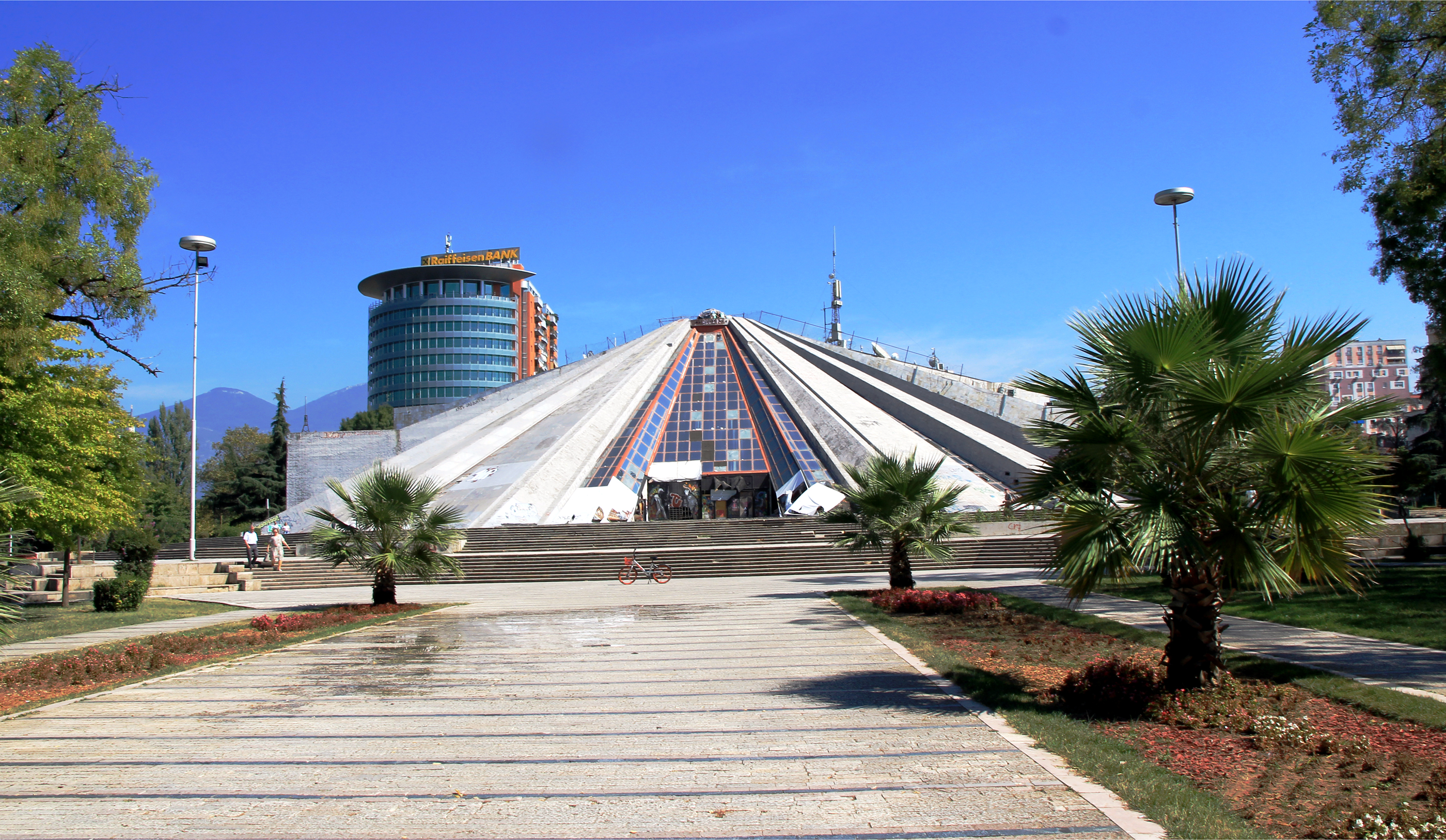
Piramida w Tiranie (2018)

Prace nad renowacją obiektu rozpoczęły się dnia 4 lutego 2021 roku; z tej okazji odbyła się ceremonia, na której obecni byli premier Albanii Edi Rama, burmistrz Tirany Erion Veliaj oraz współprzewodniczący Albańsko-Amerykańskiej Fundacji Rozwoju Aleksandër Sarapuli i Martin Mata.

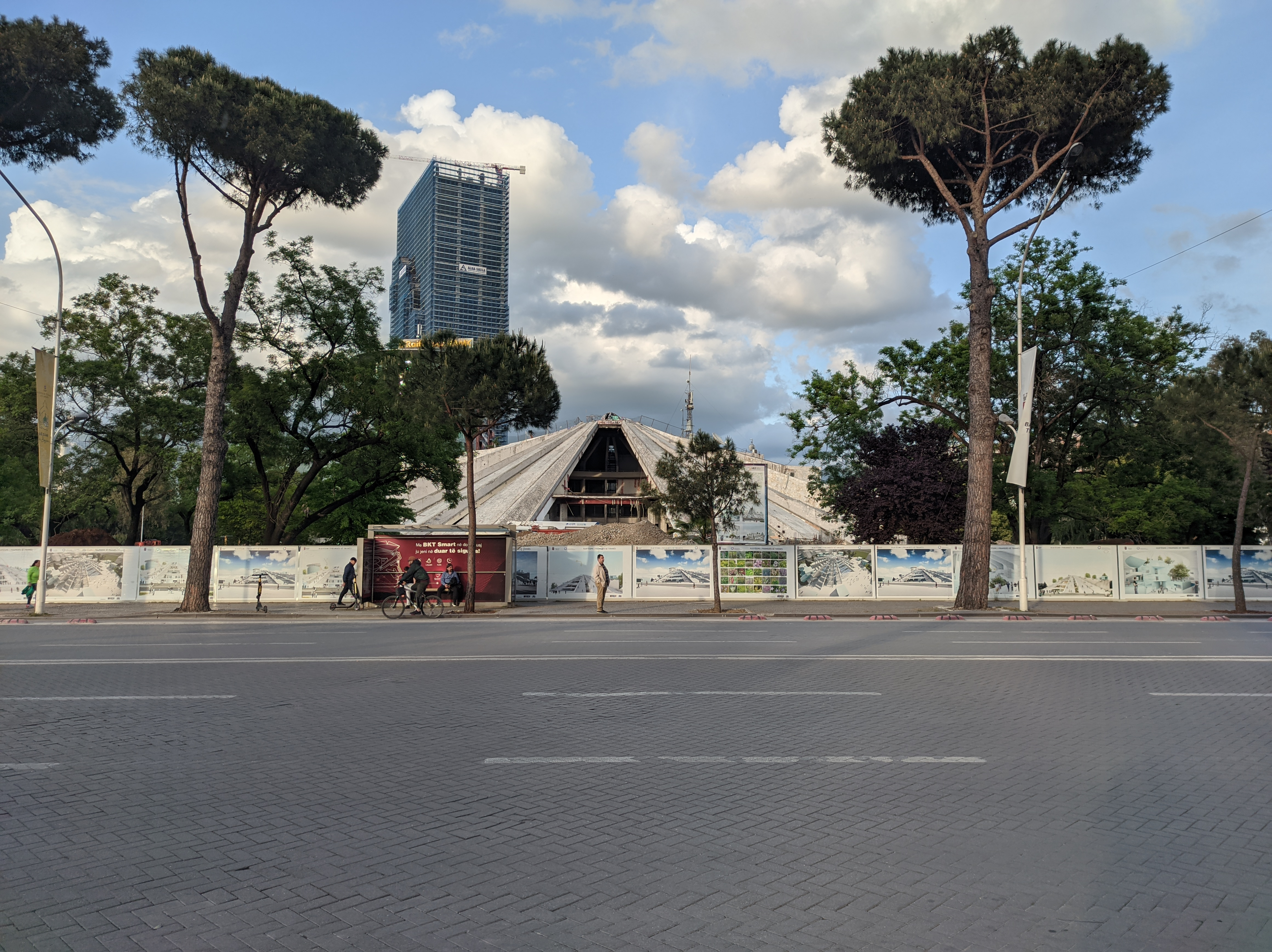
Piramida w Tiranie w trakcie odbudowy (2021)

## W kulturze
Wnętrze piramidy za zgodą władz albańskich zostało wykorzystane w 2019 roku przez przedsiębiorstwo Pioneer Media w celu produkcji filmu Castle Freak, będącym remakiem filmu o tej samej nazwie z 1995 roku.

## Galeria

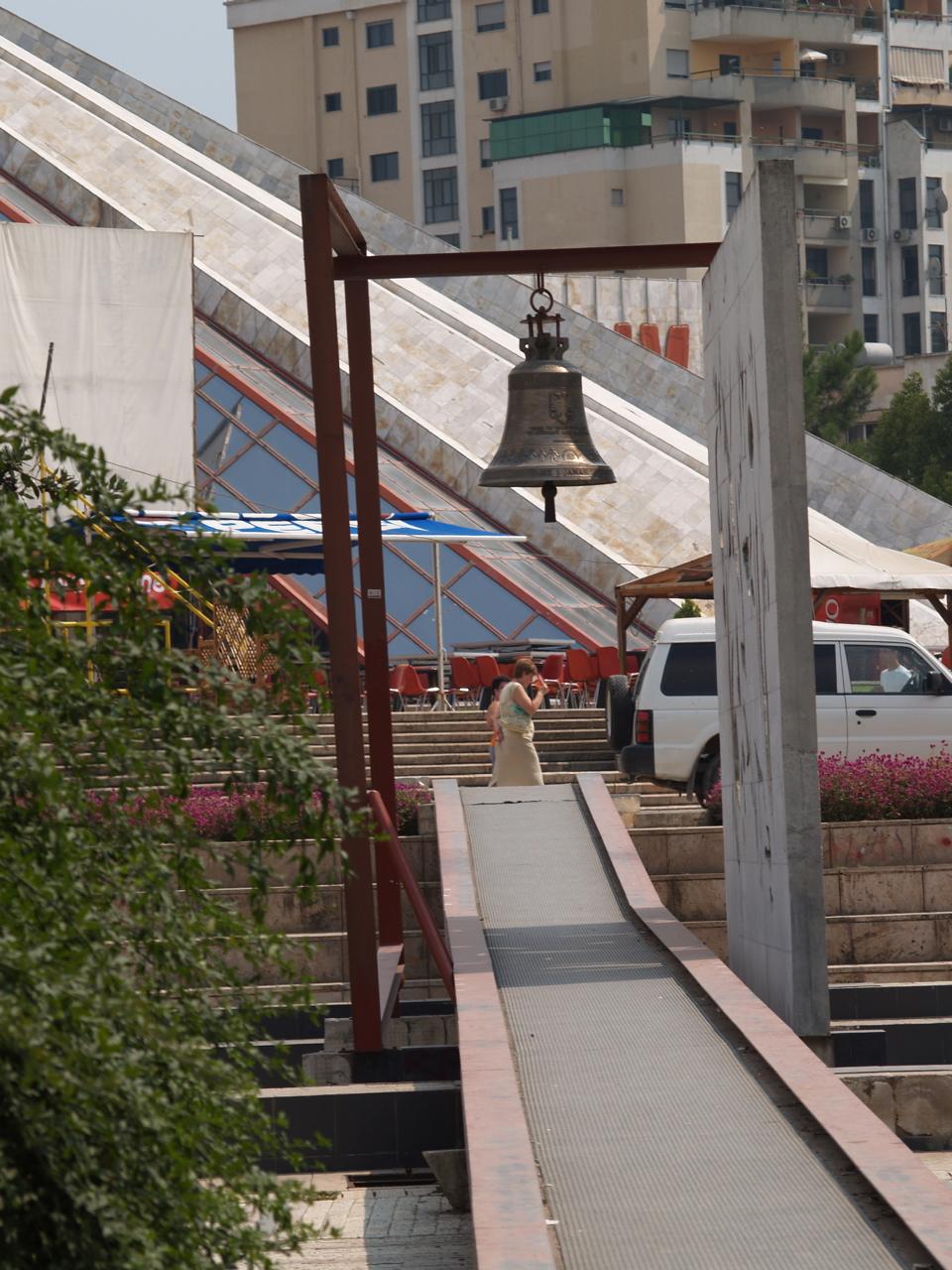
Dzwon przy Piramidzie w Tiranie (2005)
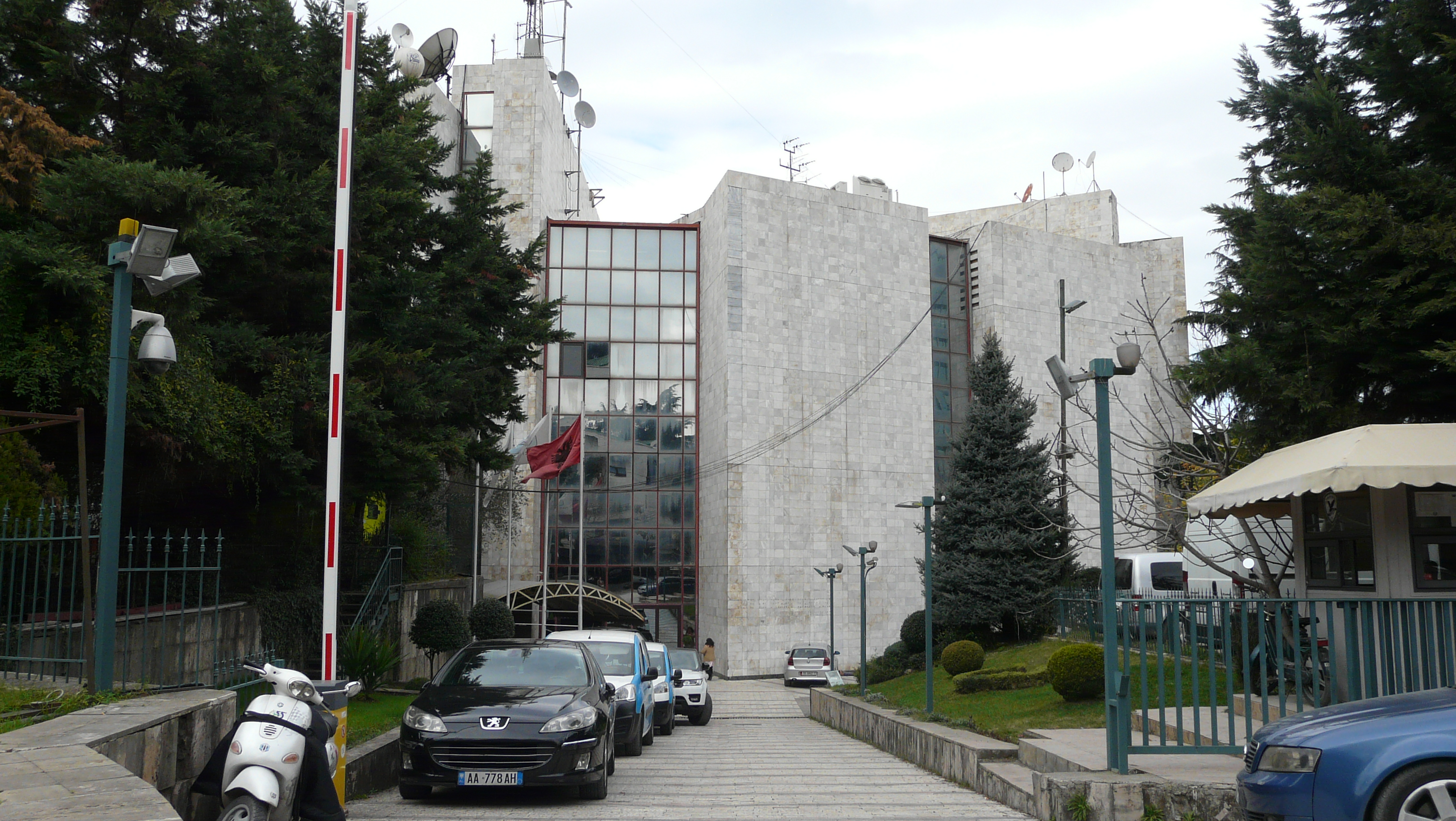
Piramida w Tiranie, widok z tyłu (2007)
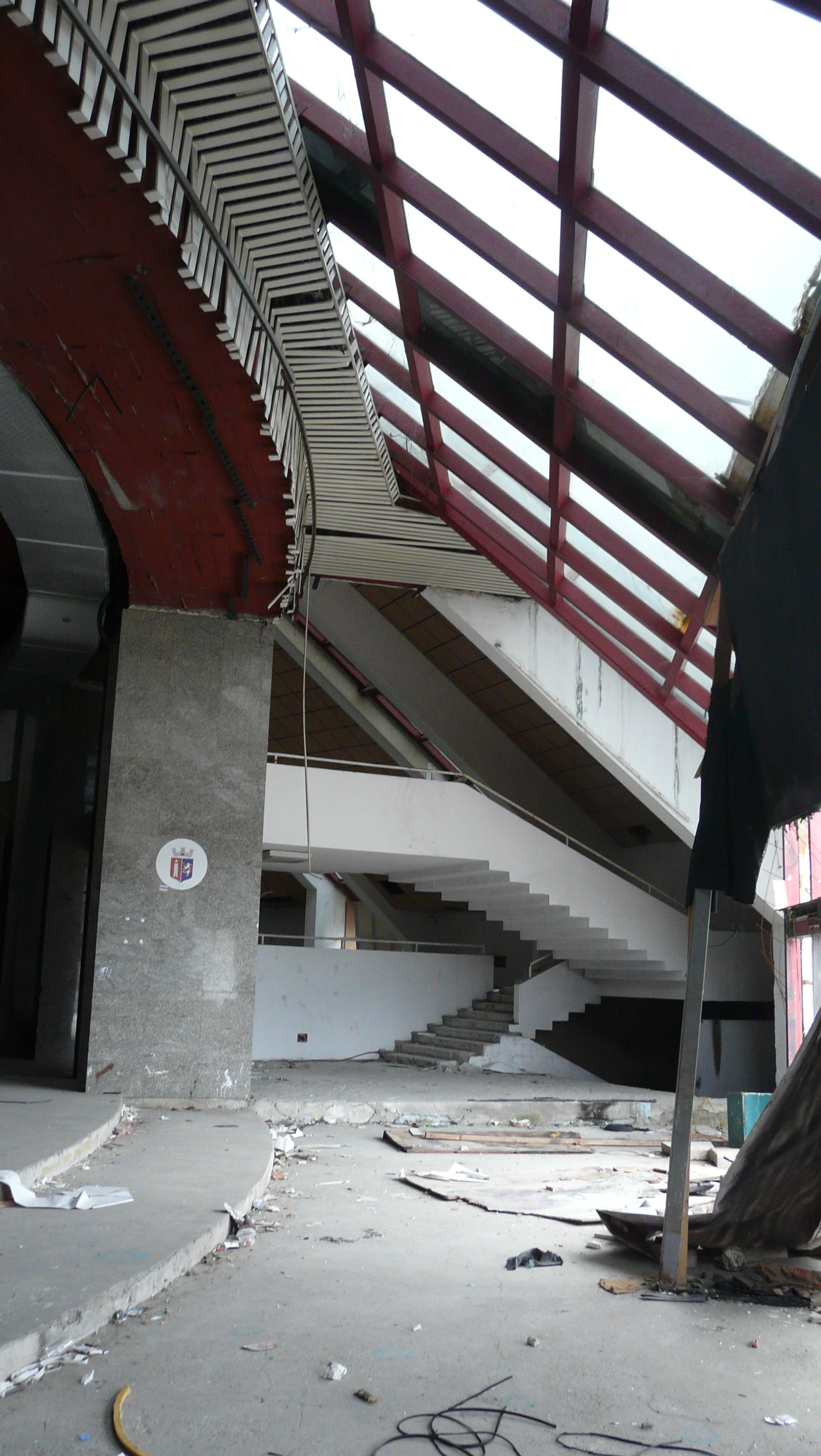
Wnętrze Piramidy w Tiranie (2007)
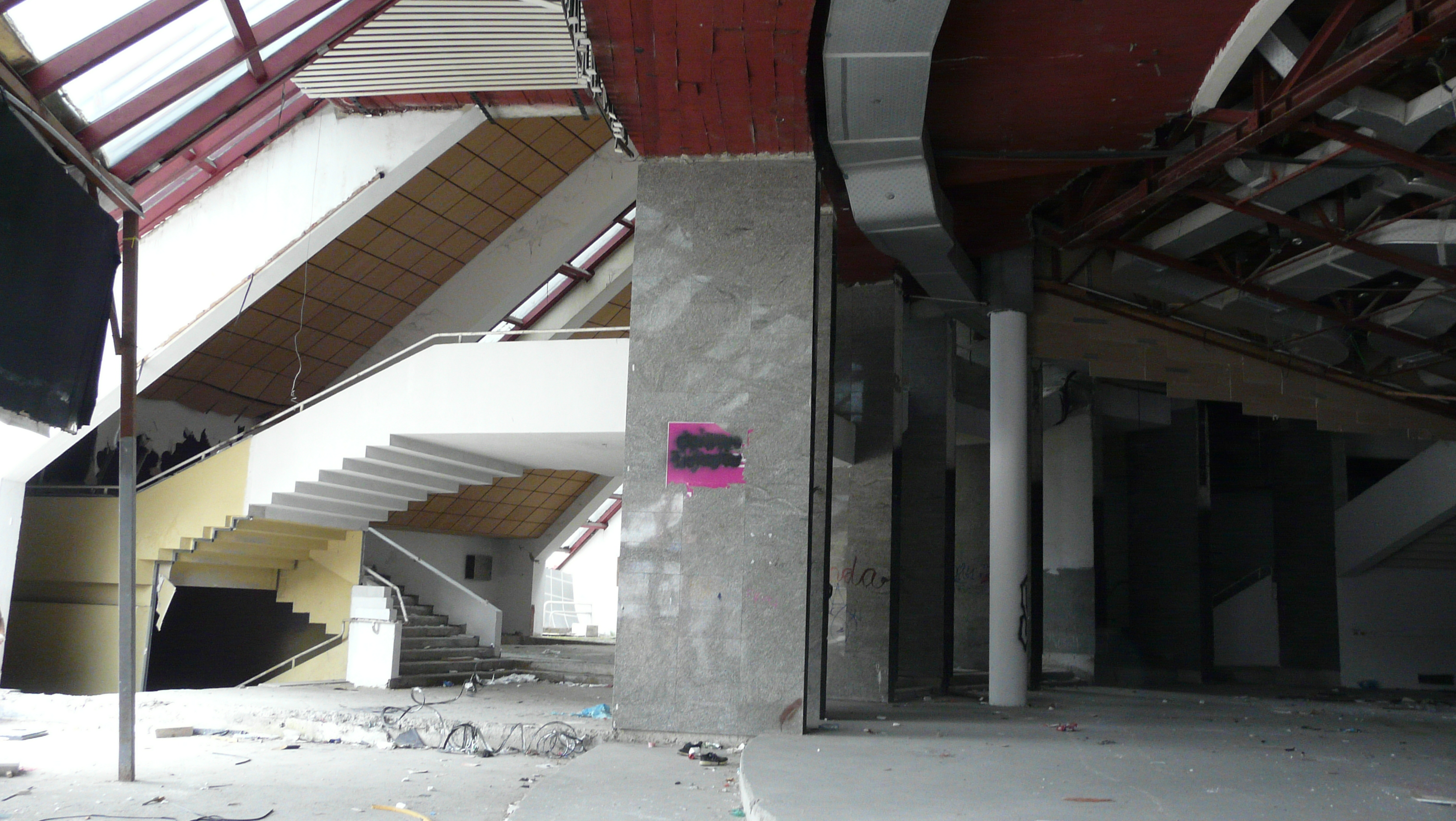
Wnętrze Piramidy w Tiranie (2007)
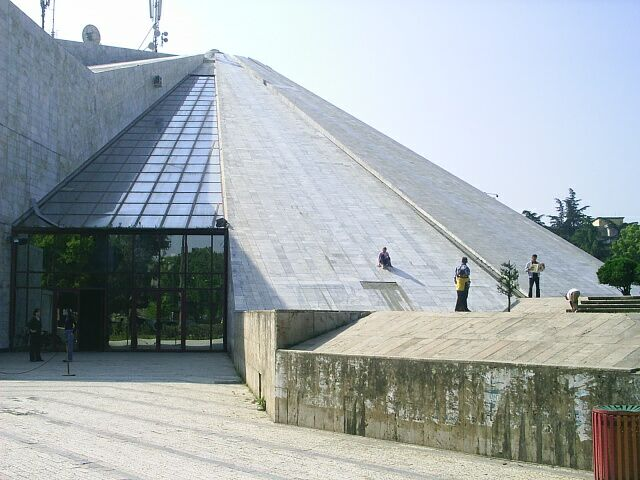
Piramida w Tiranie (2012)